# 크루여현

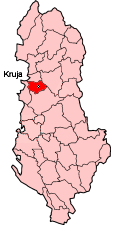
크루여 현의 위치

크루여현(알바니아어: Rrethi i Krujës)은 알바니아를 구성하는 36개 현 가운데 하나로, 현청 소재지는 크루여이며 면적은 372km2, 인구는 64,000명(2004년 기준)이다. 행정 구역상으로는 두러스 주에 속한다.